# Paraglenanthe bicolor
Paraglenanthe bicolor är en tvåvingeart som beskrevs av Wirth 1956. Paraglenanthe bicolor ingår i släktet Paraglenanthe och familjen vattenflugor.
Artens utbredningsområde är Bahamas. Inga underarter finns listade i Catalogue of Life.